# Grammy Museum
Il Grammy Museum è un museo  interattivo situato a Los Angeles, California, dedicato alla storia e ai vincitori dei Grammy Awards.
Aperto nel dicembre 2008, l'edificio di quattro piani che occupa una superficie si avvicina a 3 000 m², ha una sala per spettacoli con 200 posti a sedere. Nel 2011, è stato rinominato Clive Davis Theater in onore del produttore  discografico.
La società AEG ha finanziato la maggior parte dei costi di costruzione, che ammontano a circa 34 milioni di dollari, con la città di Los Angeles che ha finanziato la realizzazione con altri 12 milioni. Il resto dei fondi proviene da sponsor e donazioni private.
Durante il suo primo anno, il Grammy Museum di Los Angeles ha attratto 85 000 visitatori.